# Гунча
Гу́нча — село в Україні, в Гайсинській міській громаді Гайсинського району Вінницької області. Розташоване в місці впадіння річки Вербич у річку Соб (притока Південного Бугу) за 9,5 км на північний схід від міста Гайсин. Через село проходить автошлях Р33. Населення становить 462 особи (станом на 1 січня 2015 р.).

## Історія
На місці сучасного села приблизно з кінця 1560-х років існувало містечко, яке звалося подвійно Гунча або Хрестигород, засноване князями Четвертинськими. Перша історична згадка про нього датована 1574 роком. З роками з двох назв залишилася лише Гунча. Слід відзначити, що в українській краєзнавчій традиції — причому з вини фахових істориків, зі згадкою про Хрестигород 1574 року стався малоприємний «конфуз»: за нез'ясованих обставин ця згадка була необґрунтовано приписана в історію міста Христинівка на Черкащині (вперше з'явилася в «Історії міст і сіл УРСР» 1972 року) і наразі отримала широке поширення, хоча не має жодного стосунку до того населеного пункту.
7 (20) листопада 1917 року, відповідно до Третього Універсалу Української Центральної Ради, увійшло до складу Української Народної Республіки.
12 червня 2020 року, відповідно до розпорядження Кабінету Міністрів України № 707-р «Про визначення адміністративних центрів та затвердження територій територіальних громад Вінницької області», село увійшло до складу Гайсинської міської територіальної громади.
19 липня 2020 року, в результаті адміністративно-територіальної реформи та ліквідації Гайсинського району (1923—2020), село увійшло до складу новоутвореного Гайсинського району.

## Населення

### Мова
Розподіл населення за рідною мовою за даними :
| Мова       | Кількість | Відсоток |
| ---------- | --------- | -------- |
| українська | 539       | 99.81%   |
| російська  | 1         | 0.19%    |
| Усього     | 540       | 100%     |

## Відомі люди
- Горбатюк Віталій Володимирович (1977—2016) — солдат Збройних сил України, учасник російсько-української війни[5].
- Загороднюк Федір Іванович (1922—2017) — український художник; заслужений художник України, почесний громадянин Херсона.

## Галерея

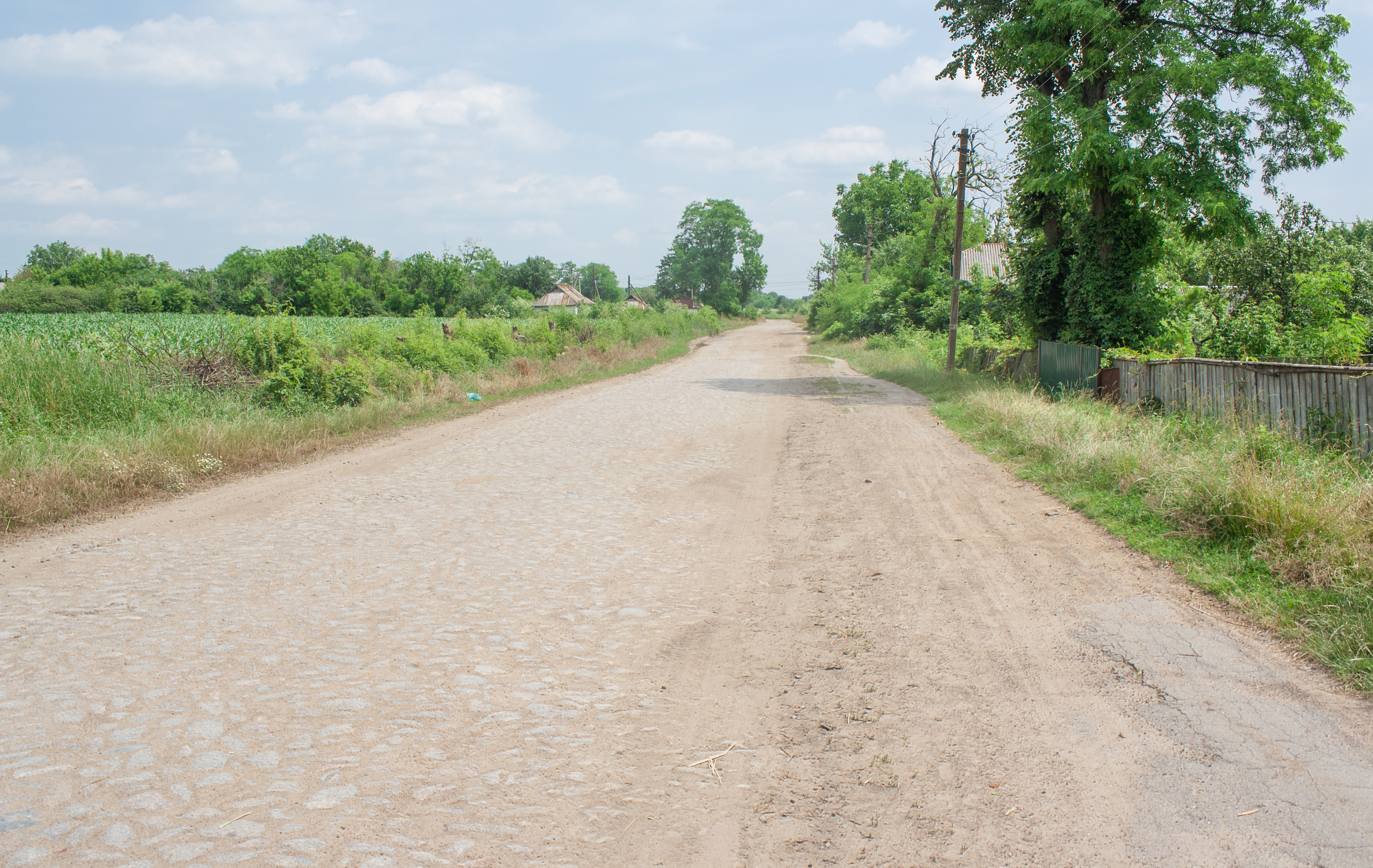
Вулиця Українська
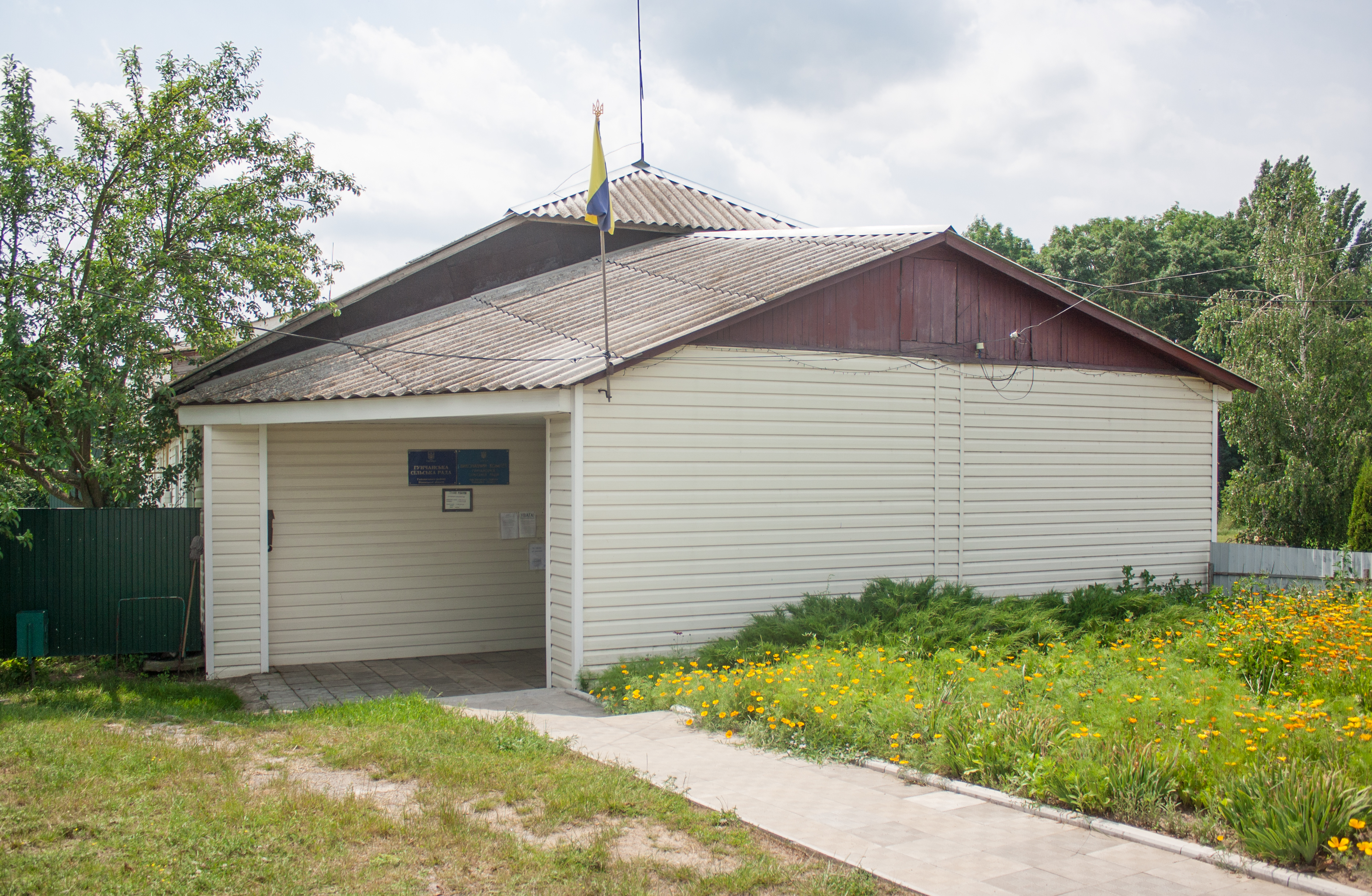
Сільська рада
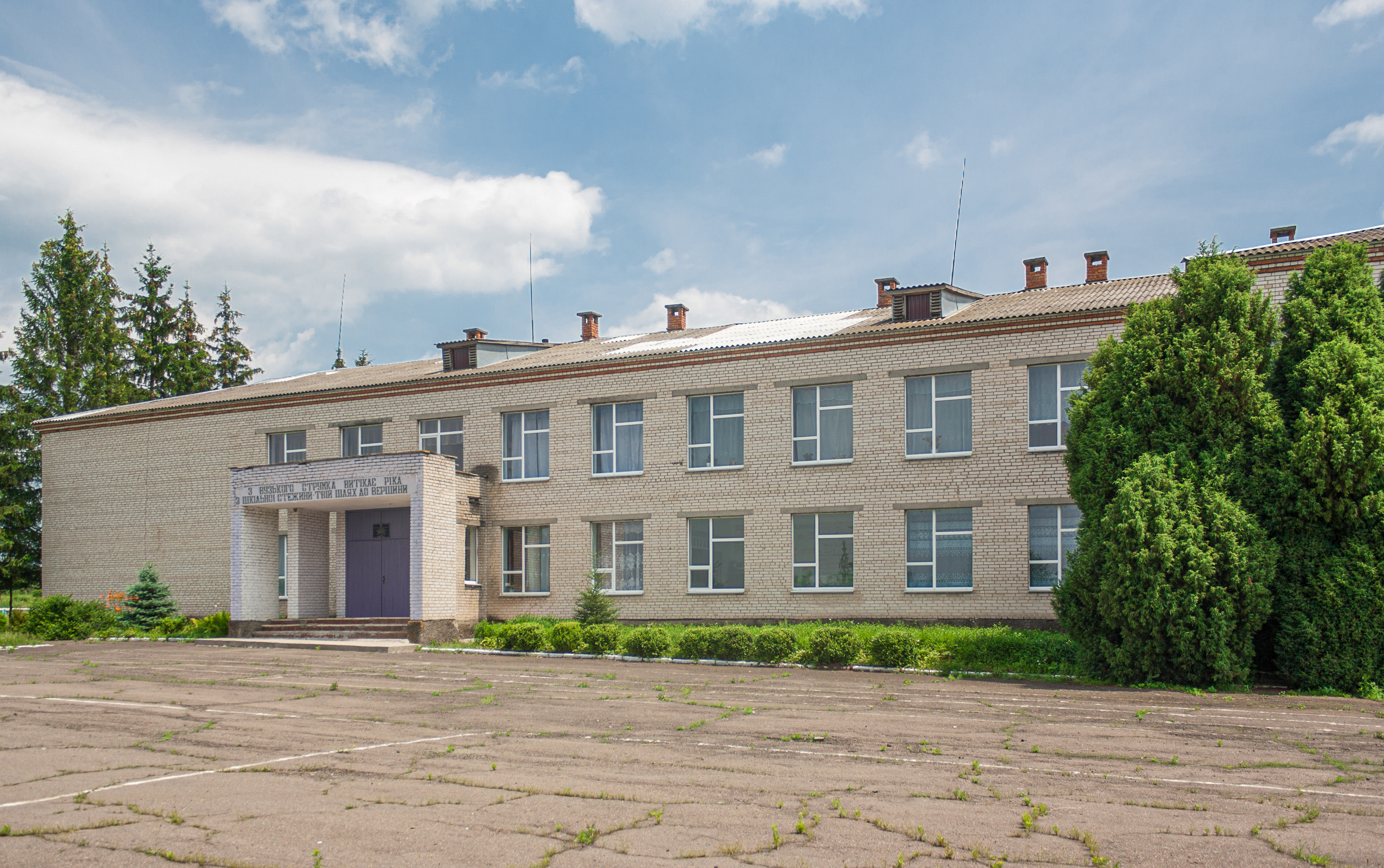
Школа
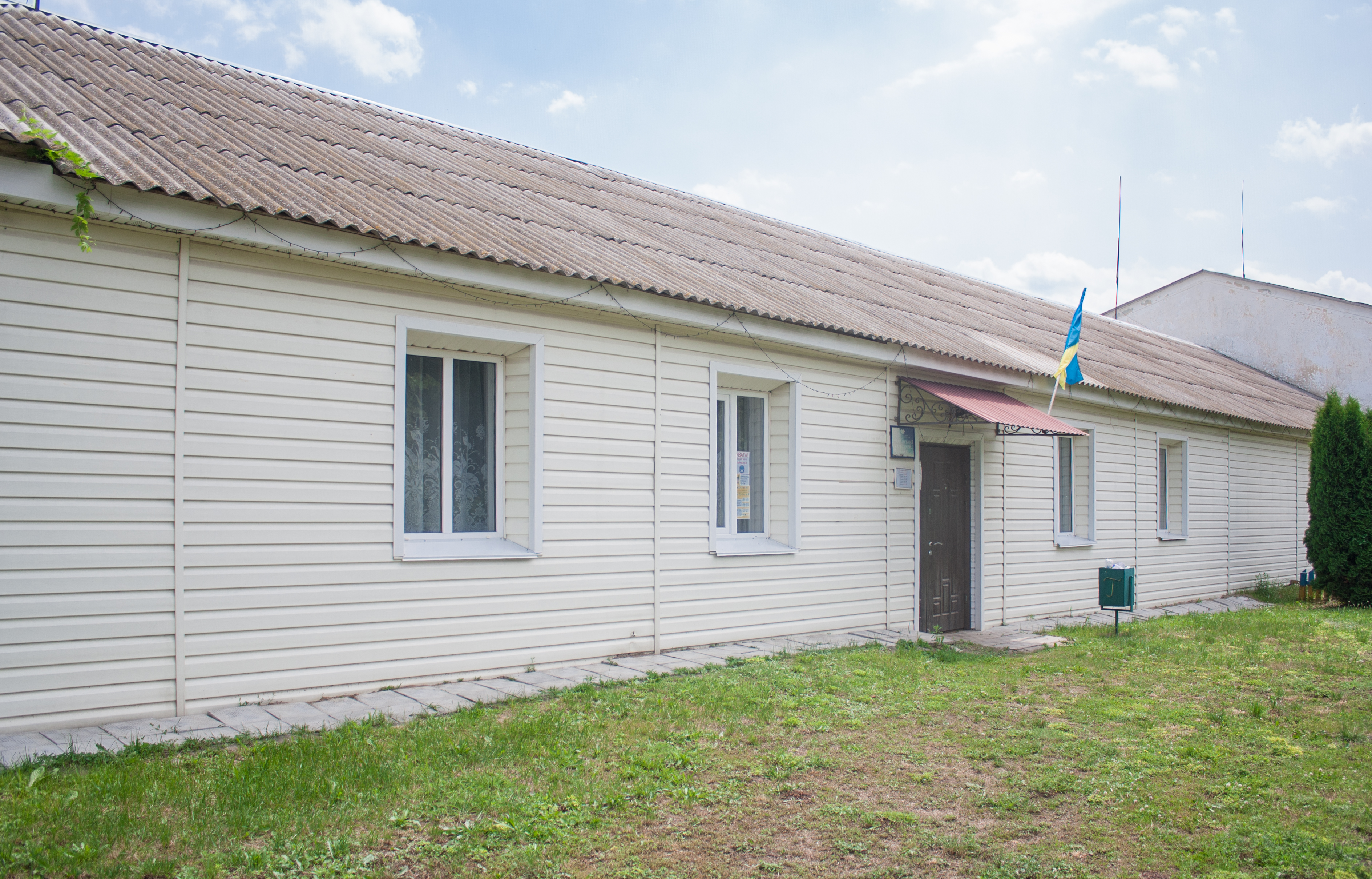
Клуб
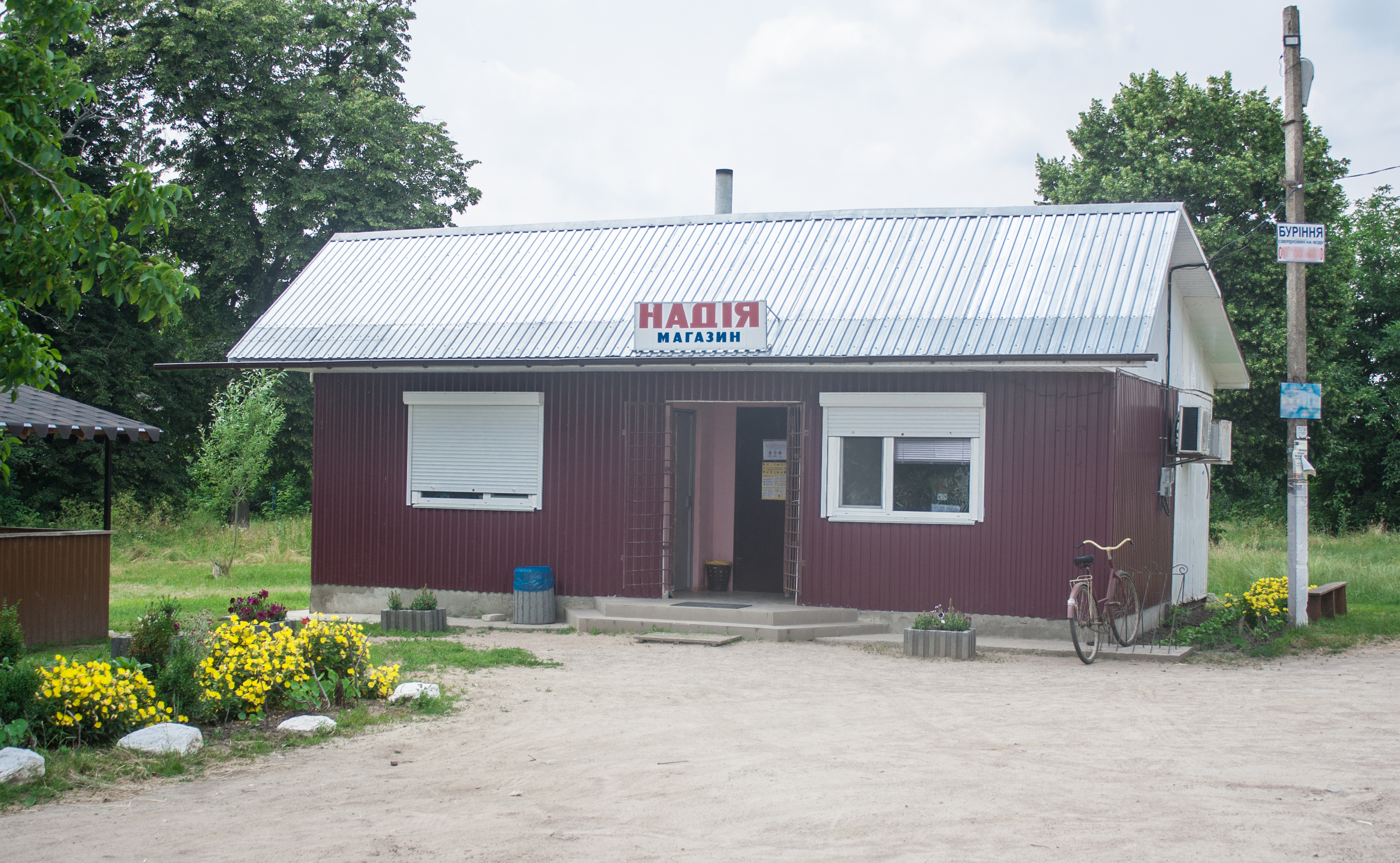
Магазин
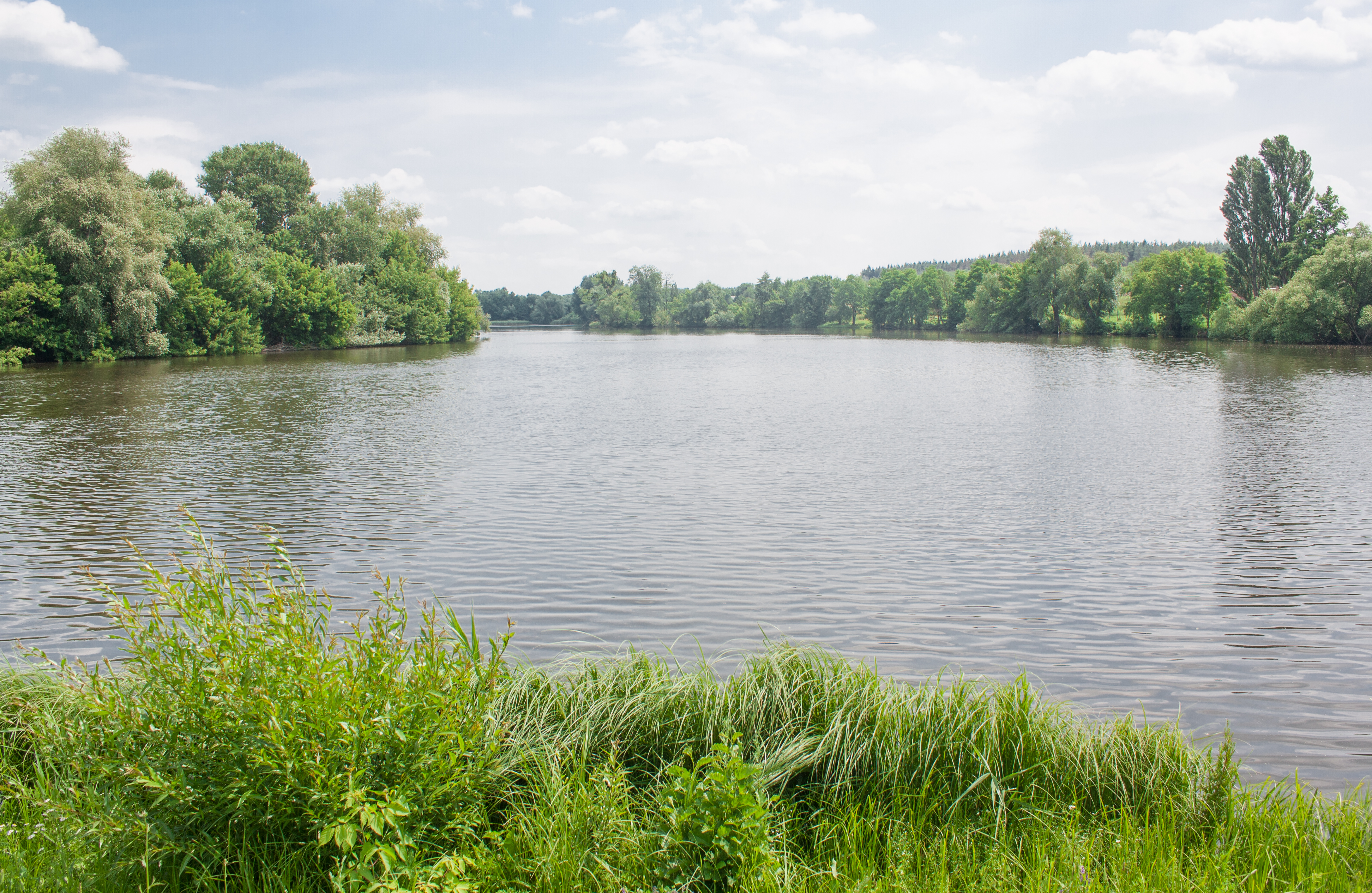
Ставок на річці Вербич